# ヤミクモケリン
ヤミクモ ケリンは、日本のバーチャルYouTuber（以下、VTuber）。YouTubeのチャンネル名は苗字を除いた「ケリン」であり、活動初期を除けば自他問わずこの名前を使うことが多い。

## 概要
2018年2月に活動を開始した、「ダークエルフ系男性VTuber」。出身地は「バーチャル群馬にあるエルフの村」としている。清掃業の傍ら「合法的ではない手段」で資金を調達し、ミサイルを作っている。「ぶち飛ばしていくぜぇ！」と大声を上げ、コンギョなどをBGMに実在する人物・建物・VTuberをミサイルで爆破する動画が人気を博した。活動が軌道に乗って以降は、清掃業を辞めVTuberが専業になったことを公表している。
倫理的な問題や著作権侵害の恐れを抱えているため、アカウント停止（BAN）の可能性が高いVTuberの集団、「BANs」の元メンバーである。しかし彼自身は様々なVTuberや関係者との親交が深く、いちから株式会社のCOOであるいわなが（岩永太貴）をはじめとして様々な同業者がゲスト出演している。
2018年12月1日に放送された『のとく番〜アイは世界を繋ぐ〜』の番組内で開催された『バーチャルYouTuberランキング2018』では、8位。
VTuber支援プロジェクト「upd8」に参加しているが、芸能事務所に当たるものには現在に至るまで所属していない、いわゆる「個人勢」である。また新たなVTuberを何人かデビューさせており（2020年現在、活動している者は5人）、2020年の抱負として「法人化」を掲げていた。しかし、数々のトラブルがあり4人のVTuberが実質引退、法人は暫く一人で行うことを表明している。

## 略歴
2018年
- 2月、活動を開始した。
- 10月12日、upd8に参加することを発表。
- 10月16日頃、演者もアバターも男性であり、かつアバターが2DであるVTuberとしては、ユーザーローカル社が提供する「バーチャルYouTuberランキング」によると、初めて登録者数10万人を突破した。

2019年
- 10月12日、3D化。

2020年
- 1月15日、不祥事（後述）により、活動を自粛した。
- 2月10日、活動を再開した。同時に「ケリンのプロデューサー」である「最善 啓」（さいぜん けい）が活動を開始。今後1か月の間、ケリンが最善の動画制作に協力しないことも宣言した。

## 不祥事
2019年11月から2020年1月までの3か月間にかけて、賃貸マンションに住む匿名の男性がTwitter上にて隣人からの騒音被害を訴えていた。最初は管理会社経由で注意するも、改善されなかった。やがて男性は騒音被害により体調を崩した。男性が警察に相談し、再び注意させた。しかし騒音は改善されなかった。男性は騒音の様子を、「深夜の仕事でも興奮すると大きな声になり奇声を上げる」「興奮して叫んでいる時は叩き起こされるような音量だった」とツイートした。男性がネット上に騒音の音声をアップロードすると、1月15日に「間違いなく私です」と、ケリン本人が公式Twitterアカウントにて謝罪した。対策はしていたが、自身の騒音には無自覚だった、被害者に謝罪に応じてもらえない、赦されないことをしたし赦してもらえるとは思っていない、と述べた。このツイートに対し、再三注意されていたのに自粛しなかったこと、世間に騒音被害が露呈するまで対策を怠ったことに対して、失望のリプライが寄せられた。以降は一ヶ月ほどVtuberとしての活動を自粛し（実質的な自主謹慎）、実写で最善啓として動画投稿を行った(以下詳細)。その後は防音性の高い住居に引っ越し、現在はVtuberとしての活動を再開している。
2020年2月11日、プロデューサー「最善啓」として不祥事を謝罪。動画内では騒動に至った経緯と、住んでいた物件の構造について説明。以前から度々隣室からの苦情や「壁ドン」、管理会社や警察からの注意があったこともあり当時住んでいた部屋から引っ越すことを決め、なるべく静かにしていたつもりだったが、最終的には不祥事の直前に起こった本件とは別の問題の炎上の謝罪動画の編集を大音量で行ってしまったことで騒音問題が明るみに出る事態に至ってしまったと述べている。また、元々防音性の高いSRC造だと思っていた物件が実際はRS造（下層階がRC造で上層階がS造）であり、自室の防音性がほぼ皆無であったことは騒動の際にようやく知ったという。
2020年2月現在は都心近くにあるメゾネットタイプのRC造マンションの「2LDKの角部屋」に引っ越しており、家賃は高いものの防音性の高い部屋で動画の収録を行っていることを明かした。

## 出演

### テレビ番組
2018年
- のばん組（10月26日、BS日テレ）
- のとく番〜アイは世界を繋ぐ〜（12月1日）

2019年
- バーチャルさんはみている（1月9日 - 3月27日、TOKYO MX）